# El Tarf
At-Tárif (francia átírással El Tarf vagy Le Tarf, vagy El Taref, arabul: الطارف) város Algéria keleti részén, El Tarf tartomány (vilaja) székhelye. 2008-ban 25 594 lakosa volt.

## Fekvése
A tunéziai határ és a Földközi-tenger közelében, a Medzserda-hegység lábánál elterülő kis medencében fekszik, Annábától 71 km-re keletre, a Ved el-Kebir-folyó közelében.
A község délkeletről Bugusz, északkeletről Ajn el-Ásszel, északról Al-Kála, nyugatról Buteldzsa, délről pedig Zitúna községekkel határos.
Az N44-es országos főút köti össze Annábával és Al-Kálán keresztül (21 km) az Umm Thebul (Oum Theboul) határátkelővel (43 km). Déli irányban az N82-es főút Buhadzsárral (40 km) és Szúk Ahrásszal (86 km) teremt összeköttetést. Jelenleg épül a község területén az A1-es autópálya utolsó, a tunéziai határig vezető szakasza.
A községhez tartozó egyéb települések:
- Duar Gergúr (Douar Guergour)
- El Matrúha (El Matrouha)

## Története
1904. augusztus 8-án adták át a Bône - La Calle vasútvonalat, melynek egyik állomása lett Le Tarf néven. A vasútvonalat 1939-ben megszüntették.
1984-ben vált tartományi székhellyé, ezután a korábban falusias település közigazgatási központtá alakult (líceum, tartományi egészségügyi intézmények).

### Népesség[6]
| 1977  | 1987   | 1998   | 2008   |
| ----- | ------ | ------ | ------ |
| 4 941 | 11 141 | 20 190 | 25 594 |

## Gazdaság
- kőbánya El Matrúha közelében